# Där är en bom
Där är en bom är en svensk barnvisa från 1900-talet med temat trafik. Sången handlar om hur man ska bete sig vid järnvägsövergångar. Texten skrevs av Gullan Bornemark. Sången ingår i Anita och Televinken, som hade i syfte att lära barn hur man ska bete sig i trafiken.